# Borostyáni Nándor
Borostyáni Nándor, született Bernstein Ferdinánd Alfonz Pál (Szeged, 1847. január 14. – Párizs, 1902. augusztus 5.) magyar újságíró, író, Borostyáni Irma (1857–1911) írónő bátyja.

## Életpályája
Borostyáni Alfonz (1817–1871) tanító és Brada Mária fia. Tanulmányait a szegedi gimnáziumban és a Budapesti Tudományegyetem jogi és bölcsészeti karán végezte. 1869 és 1874 között az Ellenőr munkatársa volt. Eközben 1870–71-ben A Hon tudósítójaként hat hónapot Párizsban töltött; hazatérve a párizsi kommünnel rokonszenvező cikkeket írt. Fél év múlva visszatért s újra belépett az Ellenőr szerkesztőségébe. Hírlapírói pályáján mindig ellenzéki álláspontot foglalt el. A fúzió után a nagy lapoktól megvált és ellenzéki, demokratikus szellemben több lapnak  is a szerkesztője volt. Így 1874 és 1878 között a Vasárnapi Ujság állandó, kedvelt tárcaírója, egyben a Politikai Ujdonságok segédszerkesztője volt; 1876 szeptembertől 1877 júniusig a Budapesti Napilapot, 1878 kezdetétől Lukács Bélával együtt (majd 1879-től 1880 közepéig egyedül) a Közvélemény politikai napilapot szerkesztette. 1881 és 1885 között a Pesti Hírlap vezérszerkesztője volt, és felelős szerkesztője 1883 és 1884 között Mikszáthtal együtt a Magyarországnak és a Nagyvilágnak. Szerkesztői tevékenységén kívül számos politikai, társadalmi, szépirodalmi cikkeket és tárcákat irt; dolgozott németül is. 1874-től, 1881-85 között a Pesti Hírlap vezető szerkesztője volt. 1893-ban Párizsba költözött. Publicisztikai tevékenységét mindvégig folytatta. Néhány politikai röpirata, útirajza és regénye is megjelent.
Felesége Troll Irma (1849–?) írónő volt. Lánya Borostyáni Irén Eszter (1875–?).

## Főbb művei
- Riadó (röpirat, Budapest, 1878)
- Utazás a Duna jegén (regény, Budapest, 1884)
- A polgárháború felé (röpirat, 1885)
- Magyarország útirajzokban (Budapest, 1891)
- Három világrészben, rajzok a keletről (Budapest, 1891)
- Mindszenti Katalin, történeti elbeszélés (Budapest 1892. M. Szalon)
- A Don Juanok („tréfa”,  előadták a Nemzeti Színházban 1891-ben)